# Eve McMahon
Eve McMahon (Dublín, 25 de febrero de 2004) es una deportista irlandesa que compite en vela en la clase Laser Radial. Ganó una medalla de bronce en el Campeonato Mundial de Laser Radial de 2025.

## Palmarés internacional
| \| Campeonato Mundial \| Campeonato Mundial \| Campeonato Mundial \| Campeonato Mundial \| \| Año \| Lugar \| Medalla \| Clase \| \| ------------------ \| ------------------ \| ------------------ \| ------------------ \| \| 2025 \| Qingdao (China) \| Medalla de bronce \| Laser Radial \| |                 |                   |              |
| Campeonato Mundial |                 |                   |              |
| Año | Lugar           | Medalla           | Clase        |
| 2025 | Qingdao (China) | Medalla de bronce | Laser Radial |